# Ботвина (страва)
Ботвина (ботвиння, ботвинник), або ботвінья (рос. ботвинья) — страва слов'янської кухні, холодна юшка на кислому квасі, який варять з протертого щавлю, молодого буряка, шпинату, зеленої цибулі, кропиви та інших їстівних рослин.
Традиційно до ботвиння подають варену, свіжу або солону рибу (белугу, севрюгу, осетрину, судак). Ботвина може бути й неповною, без риби, до неї також могли подавати багренець, шматки льоду, який додавали в страву.
Назва походить від «ботва», «ботвина» — давньої української назви листя столового буряка або листового буряка (мангольда), «ботва» та «ботвінья» в російській, «ботвіна» в польській, «бітва» та «блітва» в сербській мовах.
Ботвина корисна в спеку і добре освіжає.
Інгредієнти:
1. Квас (білий і хлібний)
2. Молодий буряк
3. Кропива
4. Щавель
5. Бадилля буряка
6. Зелена цибуля
7. Кріп
8. Петрушка
9. Хрін
10. Червона риба
11. Раки

6–7 хвилин нарізана риба вариться у воді з попередньо пропеченими морквою і цибулею, зі спеціями. Нарізані щавель і бадилля варяться в отриманому бульйоні близько 2-х хвилин. Далі подрібнюються. Нарізаються огірки, цибуля, кріп; редиска натирається на дрібній тертці; все це змішується, додається хрін, цукор, сіль; перемішується. Протерта зелень і нарізані овочі заливаються квасом.
Окремо на тарілці подається риба і подрібнений лід.